# Cantó de La Rochette
El cantó de La Rochette és un cantó francès del departament de la Savoia, situat al districte de Chambéry. Té 14 municipis i el cap és La Rochette.

## Municipis
- Arvillard
- Bourget-en-Huile
- La Chapelle-Blanche
- La Croix-de-la-Rochette
- Détrier
- Étable
- Le Pontet
- Presle
- La Rochette
- Rotherens
- La Table
- La Trinité
- Le Verneil
- Villard-Sallet

## Història
| Data d'elecció                           | Identitat          | Partit                 | Qualitat                                                             |
| ---------------------------------------- | ------------------ | ---------------------- | -------------------------------------------------------------------- |
| 1945-1958                                | M. Champiot        | PCF                    |                                                                      |
| 1958-1976                                | Albert Rey         | Rad. després Centrista | Conseller regional Alcalde de La Rochette (1959-1976)                |
| 1976-1982                                | Michel Lozac'hmeur | DVD                    | Alcalde d'Arvillard (1965-1977)                                      |
| 1982-en curs                             | François Peillex   | UDF després UMP        | Vicepresident del Consell General Conseller municipal de La Rochette |
| les dades anteriors no són pas conegudes |                    |                        |                                                                      |
|                                          |                    |                        |                                                                      |

## Demografia
| 1882                                            | 1926 | 1962 | 1968 | 1975 | 1982  | 1990  | 1999  | 2008  |
| ?                                               | ?    | ?    | ?    | ?    | 5.967 | 6.204 | 6.556 | 7.753 |
| ----------------------------------------------- | ---- | ---- | ---- | ---- | ----- | ----- | ----- | ----- |
| A partir de 1990: Població sense dobles comptes |      |      |      |      |       |       |       |       |